# Ixylasia almon
Ixylasia almon är en fjärilsart som beskrevs av George Francis Hampson 1898. Ixylasia almon ingår i släktet Ixylasia och familjen björnspinnare. Inga underarter finns listade i Catalogue of Life.